# مقاطعة سانغامون (إلينوي)
مقاطعة سانغامون (بالإنجليزية: Sangamon County)‏ هي إحدى المقاطعات في ولاية إلينوي في الولايات المتحدة الأمريكية.

## معرض صور

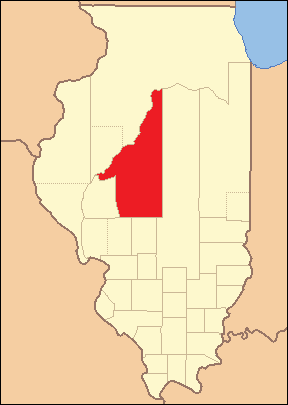
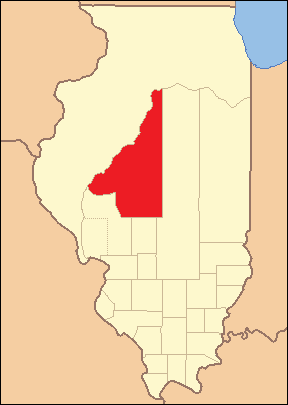
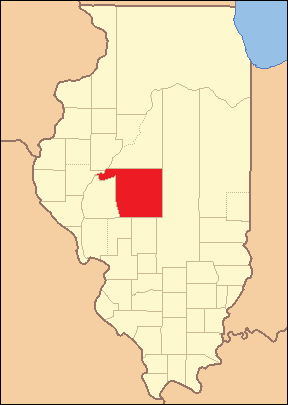
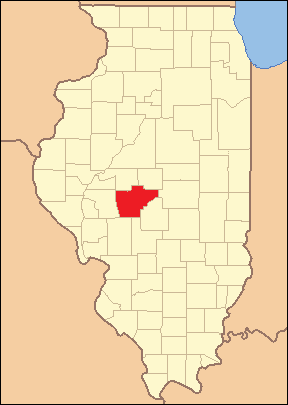

## أعلام
- فرانك إدواردز
- جيسي ك. دوبويس
- تشارلز آر. إيفانز